# Clyst William
Clyst William is een gehucht in het Engelse graafschap Devon. Het maakt deel uit van de civil parish Cullompton. Clyst William komt in het Domesday Book (1086) voor als 'Clist'. De rivier de Clyst ontspringt nabij het gehucht.